# Pusztamagyaród
Pusztamagyaród ([pusta-maďaród]) je obec v Maďarsku v župě Zala, spadající pod okres Letenye. Nachází se v Zalské pahorkatině, na potoce Alsó-Válicka, který ji rozděluje na dvě části. Nachází se 26 km severovýchodně od Letenye, 28 km jihozápadně od Zalaegerszegu a 233 km jihozápadně od Budapešti. V obci žije 525 obyvatel.
Původně se obec nazývala pouze Magyaród, současný název Pusztamagyaród pochází z roku 1720. Poprvé byla zmíněna v roce 1214 jako Moghorod. Během tureckých výpadů v 16. století byla vesnice několikrát zpustošena (v letech 1576, 1578 a 1582) a téměř srovnána se zemí. Tato obec nemá nic společného s obcí Mogyoród nacházející se severovýchodně od Budapešti.
Západní částí obce prochází vedlejší silnice 7536, která ji spojuje s obcemi Pusztaszentlászló na severovýchodě a Szentliszló na jihu a je jedinou větší silnicí, která prochází touto obcí. Úzkou zpevněnou silnicí je též Pusztamagyaród spojen s obcí Szentpéterfölde. Nachází se zde kostel svatého Jana Křtitele, dva hřbitovy a pošta. Západně od Pusztamagyaródu se nacházejí vinice, přičemž vinařství bylo dlouhodobě největším zdrojem příjmu pro místní obyvatele.

## Sousední obce
| Růžice kompasu | Pusztaederics    | Pusztaszentlászló | Hahót           | Růžice kompasu |
| Růžice kompasu | Szentpéterfölde  | Sever             | Zalaszentbalázs | Růžice kompasu |
| Růžice kompasu | Szentpéterfölde  | Pusztamagyaród    | Zalaszentbalázs | Růžice kompasu |
| Růžice kompasu | Szentpéterfölde  | Jih               | Zalaszentbalázs | Růžice kompasu |
| Růžice kompasu | Bánokszentgyörgy | Szentliszló       | Bucsuta         | Růžice kompasu |